# Urbanistica di Milano

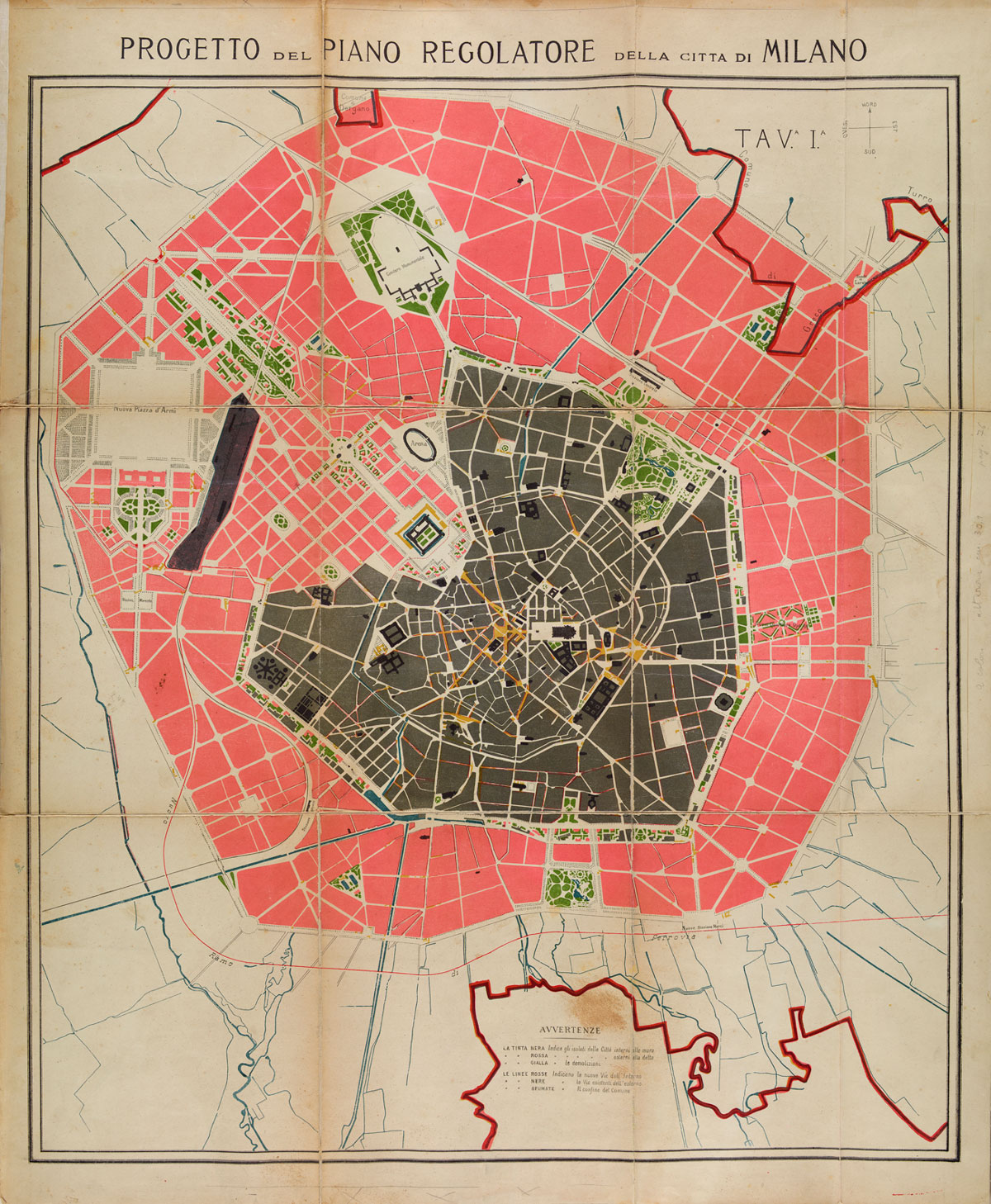
Il Piano Beruto, primo piano regolatore di Milano (1884), che ha previsto lo sviluppo urbanistico della città (segnato in rosso) oltre la Cerchia dei Navigli e le mura spagnole

L'urbanistica di Milano ha origine dalle sostanziali modifiche dell'impianto urbanistico storico decise dal primo Piano Regolatore Generale della città, che fu approvato nel 1884, noto come Piano Beruto, con il quale il centro urbano venne fatto centrare su piazza del Duomo, creando un'ulteriore circonvallazione, oggi nota come circonvallazione esterna.

## Storia

### Dai Celti agli antichi Romani

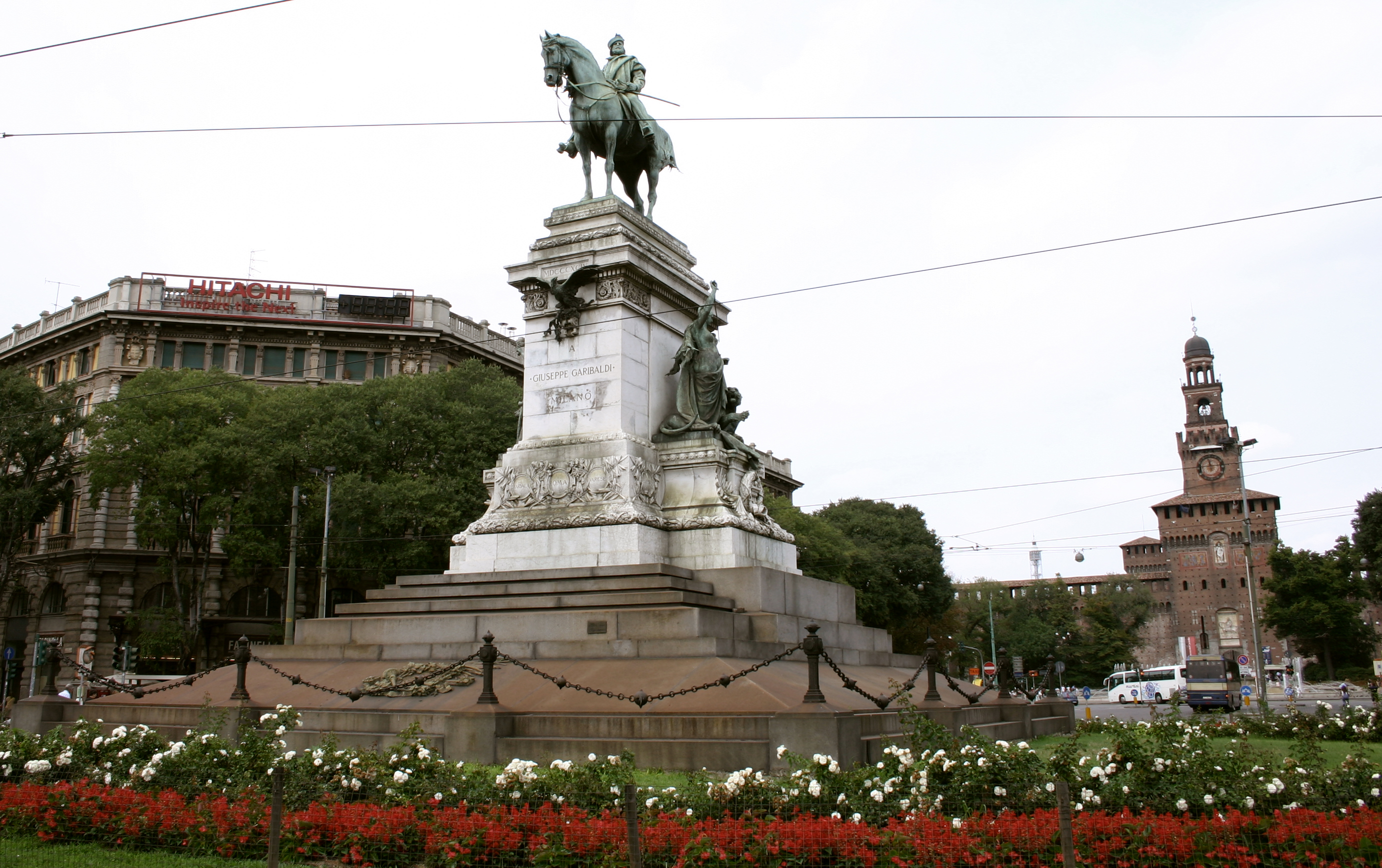
Largo Cairoli, in pieno centro.

La città romana inglobò il primitivo insediamento gallo-insubrico posto a Est-Sud-Est. Degli strati protourbani è rimasto poco per la distruzione operata dalle ristrutturazioni romane del II-I secolo a.C. Per quanto riguarda il villaggio golasecchiano, localizzato nella zona attorno a Piazza San Sepolcro, sono stati rinvenuti alcuni livelli di insediamento risalenti al V secolo a.C. Paradossalmente più complesso il problema dell'oppidum celtico del IV-III secolo a.C., per il quale occorre affidarsi ai ritrovamenti di diversi materiali bronzei e ceramici.
La struttura urbana romana, che interessava un'area posta più a Nord, si fondava sulla centuriazione, strumento operativo di partizione regolare dei terreni disegnata dagli incroci dei cardi coi decumani, una trama che individuava al contempo i confini di proprietà, la rete di strade principali e secondarie, i canali di irrigazione. L'orientamento variava in base all'andamento del terreno, nella maggior parte da Nord-Ovest a Sud-Est (cardi) e da Nord-Est a Sud-Ovest (decumani), ma con qualche eccezione. La continuità tra struttura urbana e struttura del territorio la si può ritrovare, per esempio, dall'orientamento di Porta Ticinensis, non già verso la via per Ticinum (Pavia), ma lungo l'asse che raccordava la città al territorio centuriato.

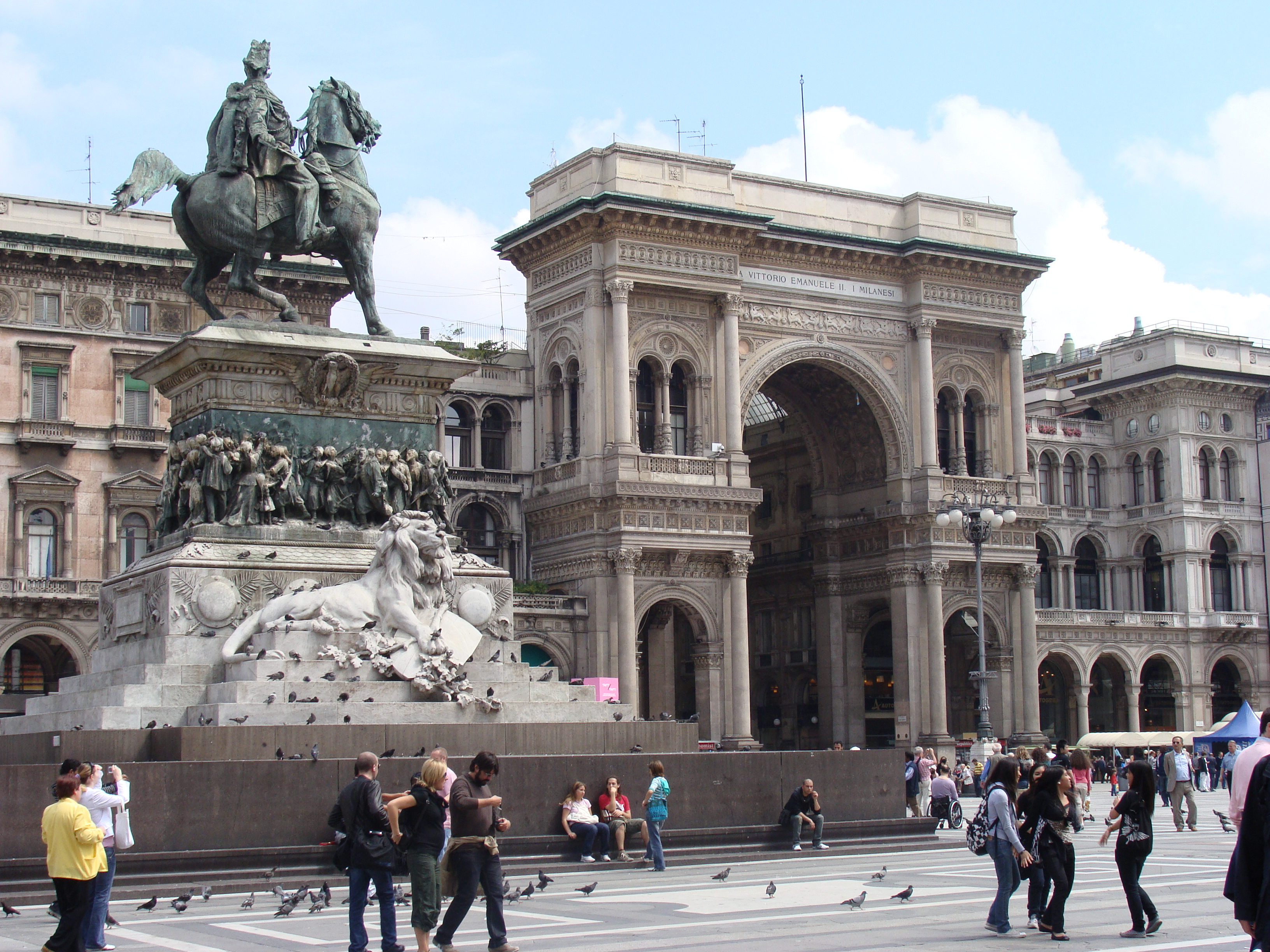
La Galleria Vittorio Emanuele II vista da Piazza del Duomo.

L'ampliamento verso Nord-Est della città di Massimiano conferma i caratteri della centuriazione, adattando il reticolo urbano alle pendenze del terreno e ai tracciati viari preesistenti. La struttura dell'urbe repubblicana e di quella capitale, tuttora leggibili nel tessuto urbano attuale, erano distinte chiaramente, ruotate di circa 30° l'una rispetto all'altra. In questa fase sorgono le prime basiliche cristiane, il cui asse principale era (ed è tuttora) orientato esattamente Est-Ovest. Cominciò così a configurarsi una differenziazione fra i centri del potere civile e i centri del potere religioso, diversità leggibile nella giacitura di tali edifici.

### Dal Medioevo al dominio austriaco
Nell'alto medioevo Milano perse questo ruolo di primo piano a favore di Pavia e di Monza. Ma già in piena età feudale la ricerca di autonomia, il recupero di quanto restava delle opere idrauliche della centuriazione romana e i vasti lavori di bonifica intrapresi dalle varie abbazie del circondario (Chiaravalle, Morimondo, Viboldone e Mirasole) posero le basi per la ripresa del controllo del territorio da parte di Milano, che si apprestava a diventare il centro urbano più forte. Il passaggio dal regime vescovile al Comune è caratterizzato dalla trasformazione di alcune strutture urbane: le magistrature civili, per esempio, ospitate nel Broletto Vecchio o Arengo, il giardino del vescovo situato a meridione della cattedrale (giacitura Est-Ovest), si trasferirono nel Broletto Nuovo, posto più a Nord-Ovest, allineato sul decumano. Negli anni successivi vennero edificati attorno a tale palazzo le sedi delle più importanti istituzioni civili.

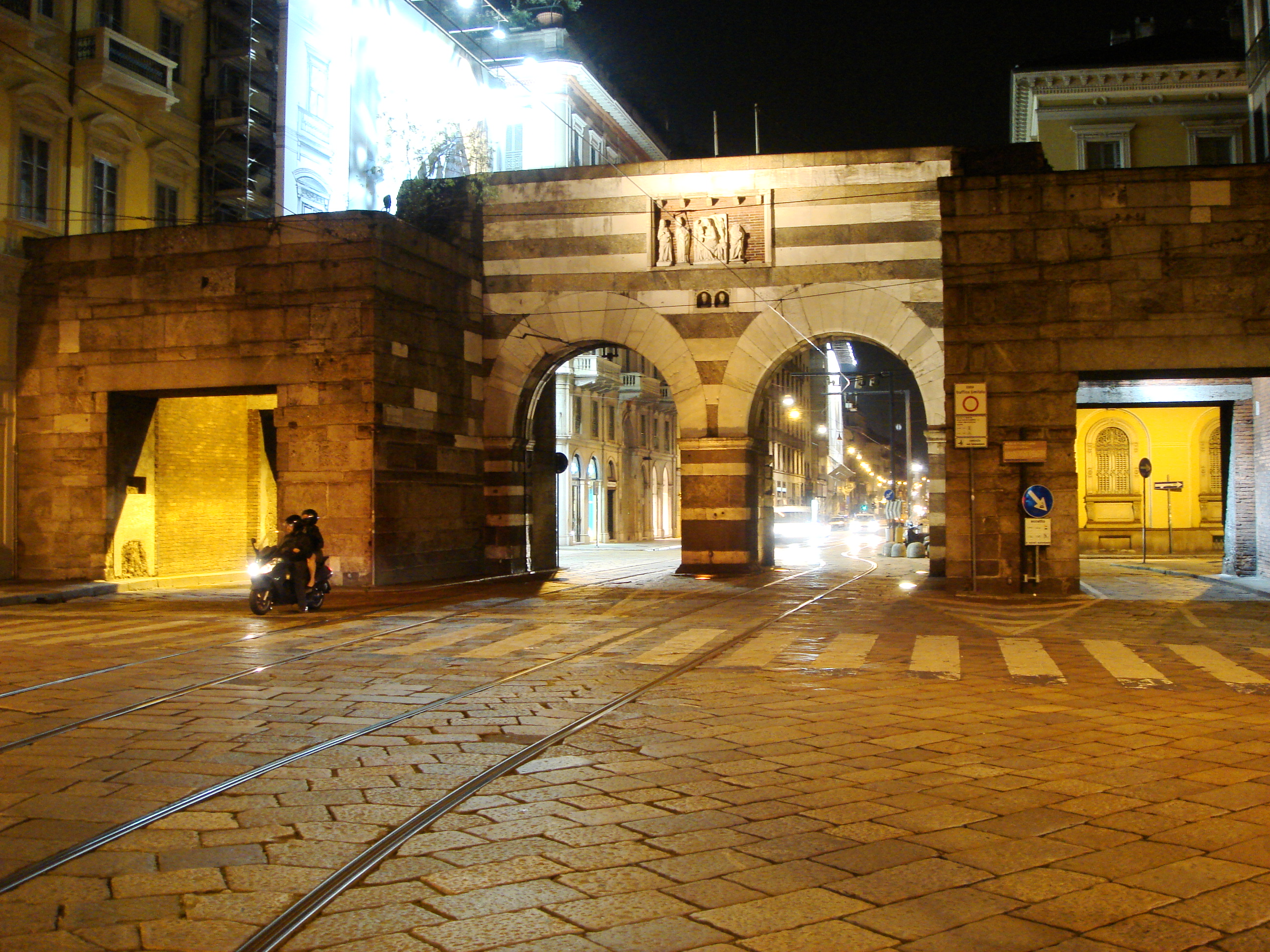
Gli Archi di Porta Nuova, illuminati di notte.

I fossati, esterni alle non più utili mura massimianee, ebbero inizialmente una funzione difensiva. Le mura e il fossato descrivevano intorno alla città un perimetro tendenzialmente circolare. Ma quello che le amministrazioni Comunali prima e rinascimentali poi si prefissero e ottennero era collegare la città col proprio territorio, col resto dell'Italia e con l'Europa. I castelli e i borghi extra moenia erano serviti da un efficiente sistema di comunicazioni, strade e navigli, facente capo a Milano.

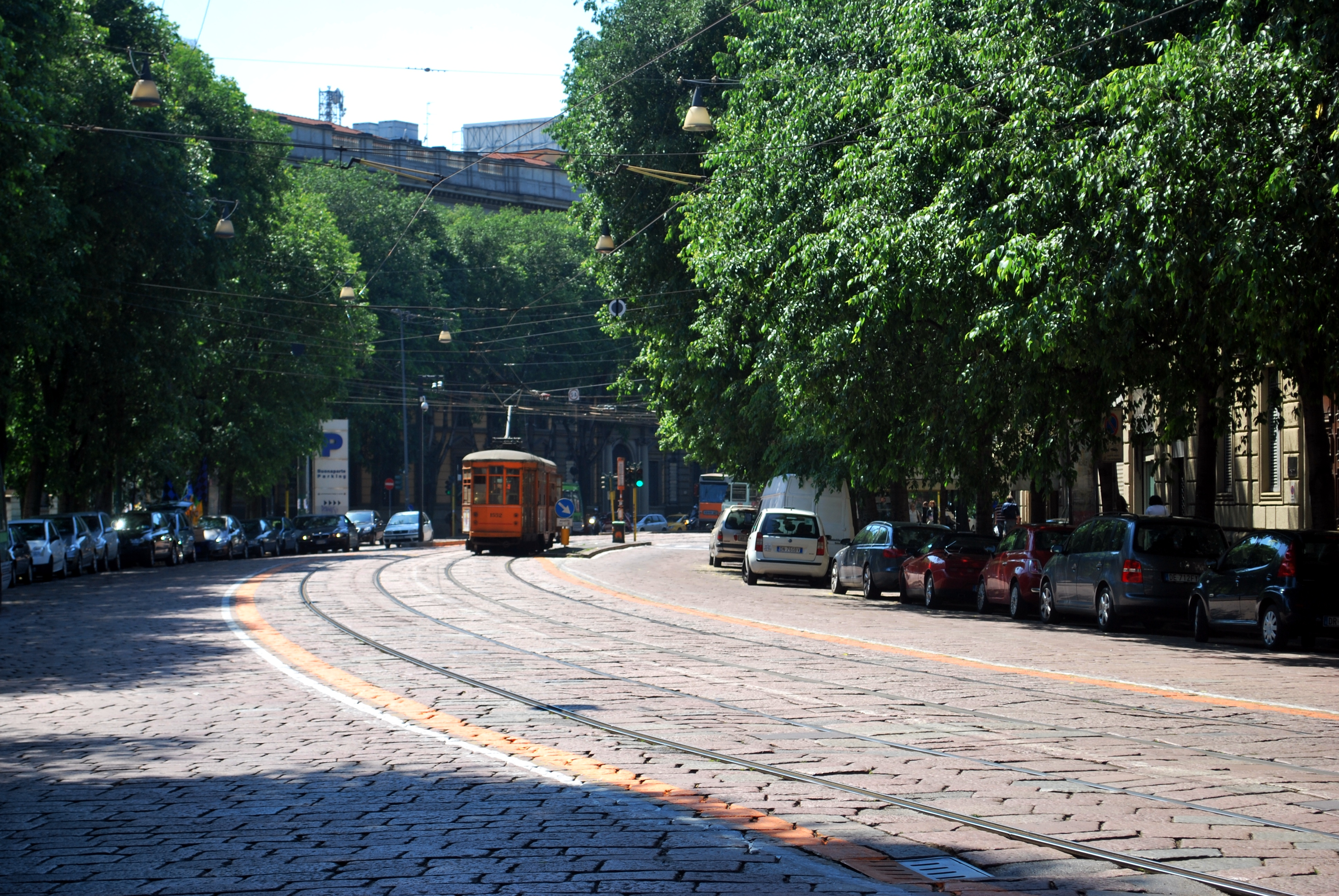
Un tratto delle strade che formano Foro Buonaparte

Alcuni tipi edilizi nati dall'incontro fra trasporto su acqua, struttura produttiva e distribuzione commerciale, sono tipici di quest'epoca. Significativa l'immagine (una pianta schematica con un abbozzo di prospettiva) di Leonardo contenuta nel Codice Atlantico di una città non più costretta entro la cerchia delle mura medievali, ma aperta verso il territorio. Uno scritto indirizzato a Ludovico il Moro spiega la necessità di un diradamento della città medievale, che presentava una densità di popolazione molto elevata per l'epoca (drammaticamente evidenziata dal ripetersi delle pestilenze), ponendo l'accento appunto sui problemi igienici.
Al radicale mutamento dell'assetto della città antica partecipò anche lo sventramento del centro per la costruzione del Duomo (1386), il trasferimento dei poteri dirigenziali al Castello (1370) e la costruzione dell'Ospedale Maggiore (1456). La città, che già presentava la peculiarità di due giaciture diverse, quella latina e quella liturgica, ora assumeva un'altra caratteristica notevole, il multicentrismo: Milano non aveva solo un unico centro di gravitazione, ma diversi: il Brolo Vecchio, il Brolo Nuovo, Piazza del Duomo, il Castello Sforzesco e, più tardi, Palazzo Marino.
Con la caduta del Ducato, Milano divenne il capoluogo di una provincia lontana, ora francese, ora spagnola, ora austriaca. Gli spagnoli iniziarono la costruzione di una cinta muraria nuova, più ampia di quella medievale, a carattere prevalentemente militare, creando una frattura tra la città e il suo territorio. Notevole l'incarceramento del Castello, a segnare una profonda cesura tra il potere centrale e la città stessa. Milano, da capitale di uno Stato piccolo ma potente, vedeva ridotti i propri abitanti (da 130 000 sotto Ludovico a 80 000, nonostante l'ampliamento delle mura), non controllava più il proprio territorio e le strade era ridotte in numero, mal tenute e insicure.

### Dall'Unità d'Italia al XXI secolo

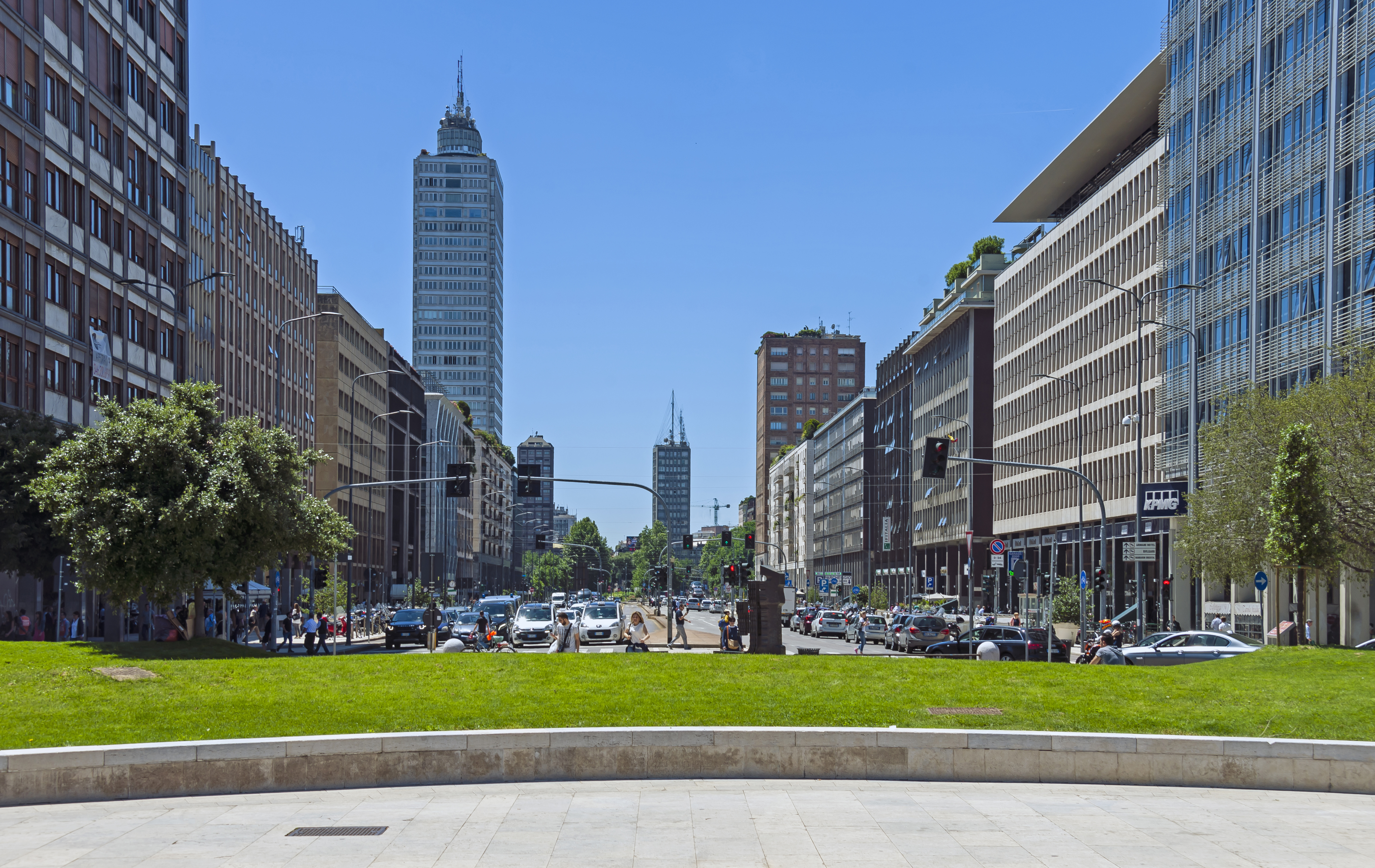
Via Vittor Pisani, importante via legata al settore terziario.

A parte la parentesi napoleonica e austriaca, l'assetto urbanistico della città non fu più guidato da un piano ad ampio respiro. Dopo la riunificazione dell'Italia, la città viene forzatamente fatta centrare su Piazza del Duomo, stravolgendo il tessuto urbano multicentrico. Il primo PRG, del 1884, noto come Piano Beruto, consacrò l'incoerenza dello sviluppo urbanistico "a cipolla", creando un'ulteriore circonvallazione, oggi nota come circonvallazione esterna, basandosi sull'ideale di una città "rotonda", piuttosto che rispondere a precise istanze sociali sancendo le realtà esistenti. Scriveva il Beruto:
(Beruto, in G. De Finetti, 1969, p 197.)

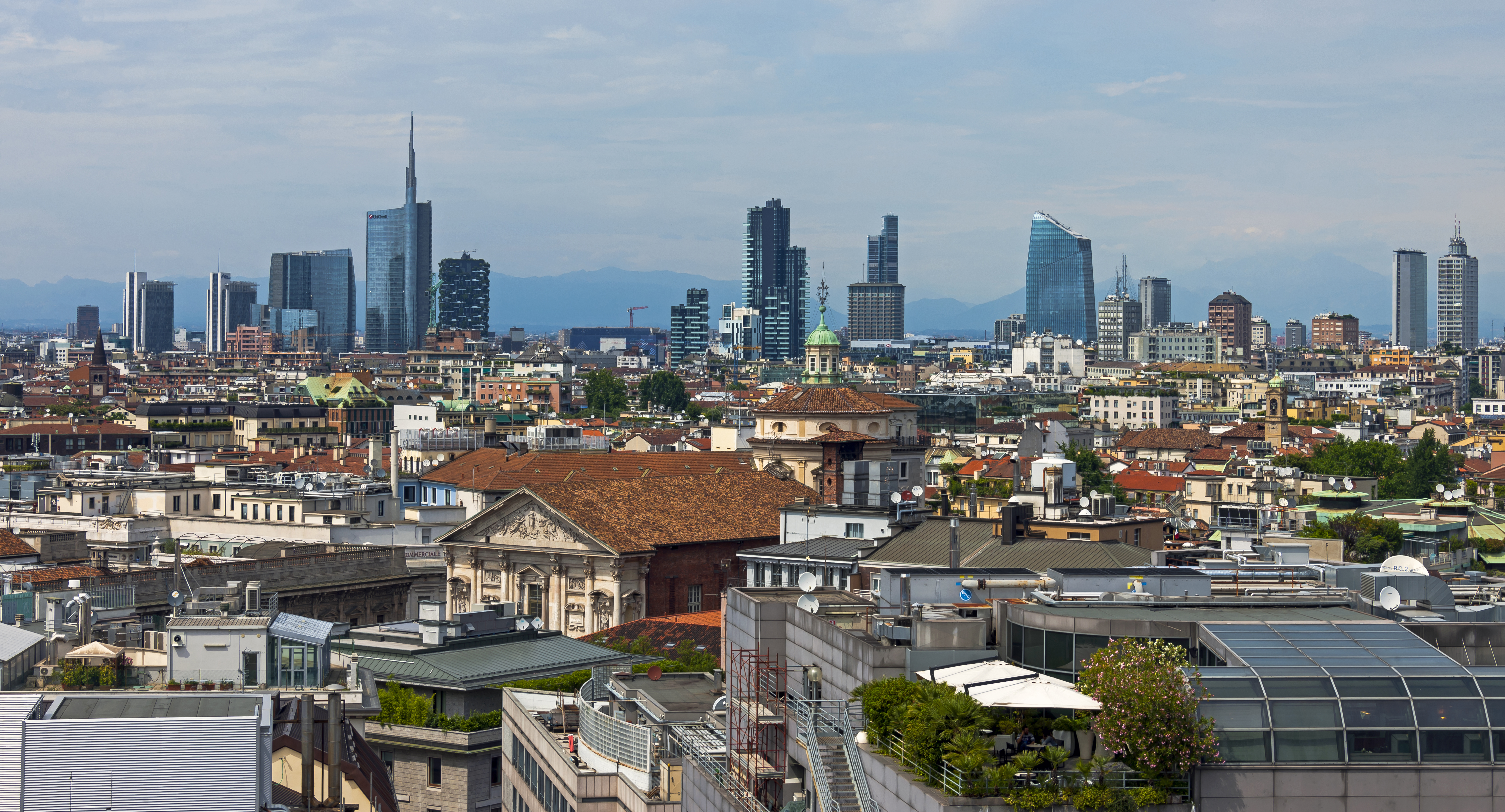
Panorama di Milano

Neppure i piani regolatori che a questo succedettero hanno saputo svincolarsi da quest'ottica monocentrica per affrontare, anticipandoli, i problemi dello sviluppo demografico, economico, industriale, di una città che è diventata trainante nell'economia nazionale ed europea.
Dal primo decennio degli anni duemila la città vive un profondo rinnovamento dal punto di vista architettonico e urbano, con la realizzazione di numerosi progetti che puntano da un lato a riqualificare intere zone e grandi quartieri (come il Progetto Bicocca), e dall'altro a proiettare la sua immagine in Europa e nel mondo (nuova Fiera di Milano, Teatro alla Scala, fiera urbana e Progetto CityLife che comprende tre grattacieli, di 202, 170 e 150 metri, Biblioteca Europea, quartiere Santa Giulia, Garibaldi-Repubblica e Città della Moda), grazie anche a importanti concorsi internazionali cui hanno partecipato architetti quali Renzo Piano, Norman Foster, César Pelli, Massimiliano Fuksas, Arata Isozaki, Daniel Libeskind, Zaha Hadid e Ieoh Ming Pei. Tutti questi progetti modificheranno e ridisegneranno nel corso di alcuni anni la planimetria e il profilo all'orizzonte della metropoli lombarda, che non sarà più esclusivamente marcato dalle guglie del duomo, della Torre Velasca e dal Pirellone, ma anche da nuovi e più alti grattacieli.
Lunedì 31 marzo 2008 a Parigi le viene assegnata l'organizzazione dell'Expo 2015 dai delegati del BIE. Nella votazione finale batte l'altra città candidata, la turca Smirne, per 86 voti a 65, dopo che in una prima votazione guastata da problemi tecnici sembrava aver prevalso Smirne.
Nel 2012 è stata completata la Torre Unicredit che con i suoi 231 m alla punta della guglia è l'edificio abitabile più alto d'Italia.